# Ерёмин, Олег Адольфович
Олег Адольфович Ерёмин (28 октября 1967, Уфа, Башкирская АССР, РСФСР, СССР) — российский футболист, полузащитник; агент РФС, президент Ассоциации футбольных агентов, генеральный директор «Агентства профессионального спорта».

## Биография
Бо́льшую часть карьеры провёл в клубах первой и высших лиг. В российской высшей лиге провёл 20 матчей за санкт-петербургский «Зенит» в 1996 году и один матч за московский «Локомотив» в 1997. Отыграл один сезон в Китае, по разным источникам за «Вангард Хуандао» Чунчин.
Окончил Челябинский государственный институт физической культуры, специальность — тренер по футболу, Московский профессиональный юридический институт, специальность — юрист.
26 июня 2003 года получил лицензию агента футболистов РФС под № 012. В 2004 году совместно с другими агентами Сергеем Базановым, Арсеном Минасовым и Александром Зотовым создал ассоциацию футбольных агентов.